# Syzygium monimioides
Syzygium monimioides är en myrtenväxtart som beskrevs av Lyndley Alan Craven. Syzygium monimioides ingår i släktet Syzygium och familjen myrtenväxter.
Artens utbredningsområde är Queensland. Inga underarter finns listade i Catalogue of Life.